# Helen Clark
Helen Clark (født 26. februar 1950) var premierminister i New Zealand fra 1999 til 2008.
Hun tabte til John Key ved New Zealands parlamentsvalg 2008.